# Битва при Асторге
Битва при Асторге (9 октября 1809 года) была сражением Пиренейской войны, являющейся частью Наполеоновских войн.

## Предыстория
Перевооружение Австрии, приведшее в конечном итоге к войне Пятой коалиции, заставило Наполеона покинуть Вальядолид 17 января и прибыть в Париж 23 января. Дальнейшее завоевание Испании было поручено 1-му корпусу маршала Клод-Виктора Перрена. Он включал в себя три пехотные дивизии под командованием дивизионных генералов Франсуа Амабля Руффена, Эжен-Казимира Вийята и Жана Франсуа Леваля, двух кавалерийских дивизий под командованием Антуана Шарля Луи Лассаля и Виктора Николя Латур-Мобура де Фэ, а также артиллерии дивизионного генерала Александр-Франсуа Юро де Сенармона. Всего в корпусе было 20 тыс. человек и 50 орудий.
Маршал Мишель Ней, памятуя о разногласиях между Астурийской хунтой и генералом Педро Романой, вторгся из Галисии в Астурию с армией 6 тыс. человек в районе Овьедо, а генерал Франсу Этьен де Келлерман, выйдя из Вальядолида с аналогичным войском, пересёк перевал Пуэрто-де-Пахарес. Ней вошёл в Овьедо 19 мая, Келлерман остался в Овьедо, а генерал Жан Пьер Франсуа Боне, прошедший через Сантандер, в Вильявисьоса; Ней вернулся в Галисию. В июне Сульт решил покинуть Галисию и отправиться в Вальдеоррас в направлении Саморы после своего поражения в битве при Пуэнтесампайо.
После неудачного вторжения Сульта в Португалию Уэлсли ушёл в Испанию, чтобы присоединиться к испанцам генерала Куэсты. После битвы при Талавере, где французы под предводительством маршала Клод-Виктора Перрена и генерала Ораса Себастьяни потерпели поражение, Уэлсли немедленно удалился в Португалию, поскольку Сульт угрожал отрезать ему пути отхода.
Осенью 1809 года испанцы наступали на Мадрид с севера и юга. Они обратились за помощью к Артуру Уэлсли, маркизу Веллингтону, но тот, памятуя о проблемах в сотрудничестве с испанцами, отказался, оставив Бадахос защищать границу Португалии.

## Битва
В октябре 1809 года французы вернулись на берега Эслы и Орбиго, а 9-го числа генерал Каррье с 2,2 тыс. пехотинцами и 800 всадниками попытался захватить Асторгу, обороняемую Хосе Мария Сантосильдесом. Они заняли пригород Рейтибия и установили напротив ворот Пуэрто-дель-Обиспо (исп. Puerta del Obispo, букв. «Епископские ворота») батарею из восьми пушек и гаубицы, в то же время угрожая начать штурм других участков городской стены, но 30 артиллеристов, вооружённых двумя 8-дюймовыми пушками, тремя 4-дюймовыми и двумя 3-дюймовыми во главе с Сесаром Турнелем (César Tournelle) оттеснили французские войска, нанеся им урон в 400 убитых и раненых, при этом сами защитники потеряли всего девять человек.

## Итог
18 октября Висенте де Каньяс-и-Портокарреро победил Жана Габриэля Маршана в битве при Тамамесе, и 25-го числа достиг Саламанки. В конце месяца Верховная центральная хунта разработала план наступления на Мадрид, приказав Центральной армии, прикрывающей фронт в Сьерра-Морена, идти до реки Тахо и остановиться на её левом берегу между Аранхуэсом и Толедо, чтобы затем вторгнуться в Кастилию. Французы были застигнуты врасплох наступлением на юге, и 9 ноября Южная армия находилась всего в 35 километрах от Мадрида, путь к которому преграждали лишь 7 тыс. французских солдат. Однако в этот момент Хуан Карлос де Арейсага потерял самообладание и остановился на три дня, прежде чем продолжить путь в Мадрид, но столкнулся с двумя французскими дивизиями и отступил. Когда через несколько дней он решил возобновить наступление, французы уже были начеку и перехватили испанскую армию. 19 ноября испанцы потерпели катастрофическое поражение сначала в битве при Оканье, а неделю спустя вместе с войсками Северной испанской армии в битве при Альба-де-Тормес, оставил открытой дорогу для французского вторжения в Андалусию.